# Efeitos dos hormônios na motivação sexual
A motivação sexual é influenciada por hormônios como testosterona, estrogênios, progesterona, ocitocina e vasopressina. Na maioria das espécies de mamíferos, os hormônios sexuais controlam a capacidade e a motivação para se envolver em comportamentos sexuais.

## Medição da motivação sexual
A motivação sexual pode ser medida utilizando uma variedade de técnicas. Medidas de autorrelato, como o Inventário de Desejo Sexual, são comumente utilizadas para detectar os níveis de motivação sexual em humanos. Técnicas de autorrelato, como o método de verificação falsa, podem ser empregadas para assegurar que os indivíduos não falsifiquem suas respostas a fim de apresentar resultados socialmente desejáveis. A motivação sexual também pode ser examinada de forma implícita pela frequência de comportamentos sexuais, incluindo a masturbação.

## Hormônios

### Testosterona

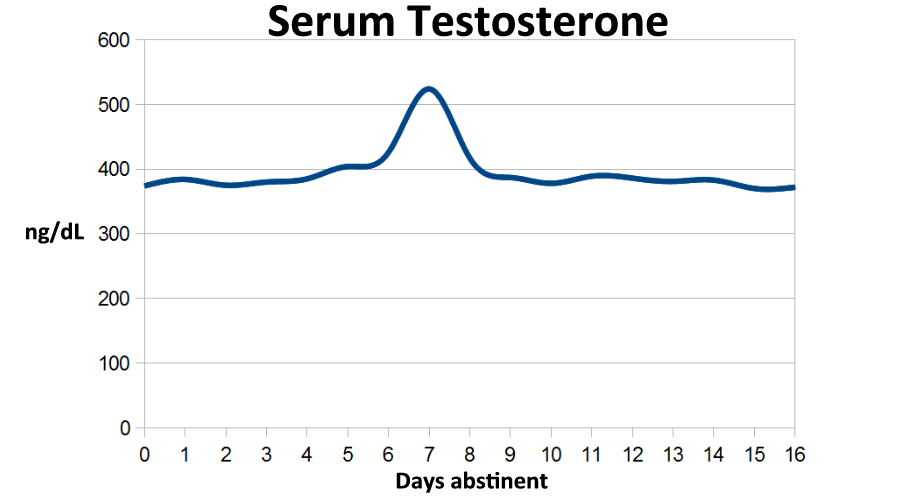
De acordo com dados da Revista da Universidade de Zhejiang–Ciência, os níveis de testosterona em homens exibem um ritmo que corresponde à atividade sexual recente.

A testosterona parece ser um fator importante na motivação sexual de primatas machos, inclusive humanos. A eliminação da testosterona na idade adulta demonstrou reduzir a motivação sexual tanto em homens quanto em primatas machos. Homens que tiveram sua função testicular suprimida com um antagonista de GnRH apresentaram diminuição no desejo sexual e na masturbação duas semanas após o procedimento. Pesquisas com macacos rhesus sugerem que a testosterona atua aumentando a motivação sexual, incentivando os machos a competir pelo acesso a parceiros sexuais. Postula-se que os efeitos motivacionais da testosterona em macacos rhesus promovam uma competição sexual bem-sucedida e possam ser especialmente importantes para machos de baixa hierarquia. É importante notar que a eliminação da testosterona em primatas não reduz a capacidade de copular; reduz apenas a motivação para copular.
Os níveis de testosterona em machos demonstram variar conforme o estado ovulatório das fêmeas. Machos expostos a odores de mulheres ovulando apresentaram níveis mais elevados de testosterona do que machos expostos a odores de mulheres não ovulando. Ser exposto a sinais de ovulação feminina pode aumentar a testosterona, o que, por sua vez, pode elevar a motivação dos machos para iniciar e engajar comportamentos sexuais. Em última análise, esses níveis elevados de testosterona podem aumentar o sucesso reprodutivo dos machos expostos aos sinais de ovulação feminina.
A relação entre a testosterona e a motivação sexual feminina é algo ambígua. Pesquisas sugerem que os andrógenos, como a testosterona, não são suficientes por si só para desencadear a motivação sexual em fêmeas. Em particular, estudos com macacos rhesus observaram que a testosterona não esteve significativamente associada às variações no nível de motivação sexual em fêmeas. Entretanto, algumas pesquisas com primatas não humanos sugerem um papel para os andrógenos no comportamento sexual feminino. Macacos rhesus fêmeas submetidos à adrenalectomia apresentaram receptividade sexual diminuída. Estudos posteriores revelaram que essa diminuição na receptividade sexual era específica à eliminação dos andrógenos que podem ser convertidos em estrogênio.
Também se sugere que os níveis de testosterona estejam relacionados ao tipo de relacionamento. Homens envolvidos em relacionamentos poliamorosos apresentam níveis mais elevados de testosterona do que homens envolvidos em relacionamentos monogâmicos ou homens solteiros. Mulheres poliamorosas possuem níveis mais elevados de testosterona e obtêm escores mais altos em medidas de desejo sexual do que mulheres solteiras ou em relacionamentos monogâmicos.

### Estrogênios e progesterona
Os estrogênios e a progesterona tipicamente regulam a motivação para se envolver em comportamentos sexuais em fêmeas de espécies de mamíferos, embora a relação entre os hormônios e a motivação sexual feminina não seja tão bem compreendida. Em particular, demonstrou-se que os estrogênios correlacionam-se positivamente com o aumento da motivação sexual feminina, enquanto a progesterona tem sido associada à diminuição dessa motivação. O período periovulatório do ciclo menstrual feminino é frequentemente associado a um aumento na receptividade e na motivação sexual. Durante essa fase, os níveis de estrogênios estão elevados e os de progesterona são baixos. Nesse momento, o acasalamento tem maior probabilidade de resultar em gravidez.
Fêmeas em diferentes estágios do ciclo menstrual demonstram variações na atração sexual. Mulheres heterossexuais ovulantes também demonstram preferência por rostos masculinos e relatam maior atração sexual por homens que não sejam seu parceiro atual. Do ponto de vista evolutivo, o aumento dos estrogênios durante os períodos férteis pode direcionar a motivação sexual para homens com genes preferenciais (a hipótese dos bons genes).
Após a menopausa natural ou induzida cirurgicamente, muitas mulheres experimentam uma diminuição na motivação sexual. A menopausa está associada a um rápido declínio do estrogênio, bem como a uma redução gradual dos andrógenos. Acredita-se que a queda dos níveis de estrogênio e andrógenos explique a redução do desejo e da motivação sexual em mulheres pós-menopáusicas, embora a relação direta não seja bem compreendida.

### Ocitocina e vasopressina
Os hormônios ocitocina e vasopressina estão implicados na regulação da motivação sexual, tanto em machos quanto em fêmeas. A ocitocina é liberada no orgasmo e está associada ao prazer sexual e à formação de vínculos emocionais. Com base no modelo de prazer da motivação sexual, o aumento do prazer que ocorre após a liberação de ocitocina pode incentivar a motivação para futuras atividades sexuais. A proximidade emocional pode ser um preditor forte da motivação sexual em fêmeas, e a liberação insuficiente de ocitocina pode, consequentemente, diminuir a excitação e a motivação sexual. Altos níveis de vasopressina podem levar à diminuição da motivação sexual em fêmeas. Foi observada uma ligação entre a liberação de vasopressina e a agressividade em fêmeas, o que pode prejudicar a excitação e a motivação sexual ao provocar sentimentos de negligência e hostilidade em relação a um parceiro sexual. Em machos, a vasopressina está envolvida na fase de excitação. Seus níveis aumentam durante a resposta erétil na excitação sexual masculina e retornam ao nível basal após a ejaculação. O aumento da vasopressina durante a resposta erétil pode estar diretamente associado ao incremento da motivação para comportamentos sexuais.

### Espécies não-primate
As influências hormonais na motivação sexual são muito mais bem compreendidas em fêmeas de espécies não-primate. A supressão dos receptores de estrogênio no núcleo ventromedial do hipotálamo em fêmeas de ratos foi observada para reduzir a próceptividade e a receptividade sexual. A próceptividade e a receptividade em ratas são indicadores diretos dos níveis de motivação sexual, evidenciando uma relação direta entre os níveis de estrogênio e a motivação sexual. Além disso, ratas que receberam doses de estrogênio e progesterona demonstraram maior disposição em buscar a atenção sexual de um macho. A disposição das ratas para acessar os machos é considerada uma medida direta dos níveis de motivação sexual das fêmeas.
Um aumento na vasopressina foi observado em ratas que acabaram de parir. A vasopressina está associada a comportamentos agressivos e hostis, e postula-se que diminua a motivação sexual em fêmeas.

## Orientação sexual
Poucas pesquisas foram realizadas sobre o efeito dos hormônios na motivação sexual para o contato entre pessoas do mesmo sexo. Um estudo observou a relação entre a motivação sexual em mulheres lésbicas e bissexuais e as variações periódicas nas concentrações circulantes de estrogênio. Mulheres lésbicas, no pico de estrogênio de seu ciclo fértil, relataram aumento na motivação sexual para contato com outras mulheres, enquanto mulheres bissexuais relataram apenas um leve aumento no contato sexual motivado pelo mesmo sexo durante os níveis de pico de estrogênio.[carece de fontes?]
Tanto mulheres lésbicas quanto bissexuais apresentaram diminuição na motivação para contato sexual com o sexo oposto em níveis de pico de estrogênio, com alterações maiores no grupo bissexual do que no grupo lésbico.[carece de fontes?]

## Pesquisas clínicas

### Homens
- A testosterona é essencial para o desejo, a função e a excitação sexual em homens.[19][20]
- A aromatização da testosterona no estrogênio estradiol parece ser parcialmente responsável pelos efeitos da testosterona no desejo e na função sexual em homens.[21][22][23]
- A redução 5α da testosterona para o andrógeno mais potente dihidrotestosterona (DHT) pode ter uma pequena contribuição para os efeitos da testosterona sobre o desejo e a função sexual em homens.[24] Com base em pesquisas com animais, os metabólitos do DHT – incluindo os neuroesteroides e os estrogênios fracos 3α-androstanediol e 3β-androstanediol – podem estar envolvidos na função sexual masculina.[25][26][27]
- Homens experimentam disfunção sexual com níveis de testosterona inferiores a 300 ng/dL, sendo que aqueles com níveis em torno de 200 ng/dL frequentemente apresentam esses problemas.[28] A perda completa da produção testicular de testosterona – resultando em níveis na faixa de castração (redução de 95%, para uma média de 15 ng/dL) – decorrente de castração cirúrgica ou médica causa disfunção sexual profunda em homens.[29][30]
- A supressão combinada e acentuada da produção testicular de testosterona – resultando em níveis ligeiramente acima da faixa de castração/feminina (redução de 70 a 80%, para uma média de 100 ng/dL) – e o bloqueio dos receptores androgênicos com monoterapia de altas dosagens de acetato de ciproterona causam disfunção sexual profunda em homens.[29][31]
- O tratamento de homens com castração médica e reposição de múltiplas dosagens de testosterona – restaurando níveis entre aproximadamente 200 e 900 ng/dL – demonstrou que a reposição dose-dependente de testosterona restabelece o desejo sexual e a função erétil.[32]
- A monoterapia com altas dosagens de um antagonista do receptor androgênico, como bicalutamida ou enzalutamida, que preserva os níveis de testosterona e estradiol, apresenta efeito negativo mínimo a moderado sobre o desejo sexual e a função erétil, apesar do forte bloqueio dos receptores androgênicos.[29][33][34][35]
- A suplementação com estradiol mantém um desejo sexual mais elevado em homens submetidos à castração cirúrgica ou médica.[23] A terapia com estrogênio em alta dosagem, que resulta na supressão marcada ou completa da produção testicular de testosterona – com níveis na faixa de castração (redução de 95%, para menos de 50 ng/dL) – causa diminuição do desejo e da função sexual.[23][36][37] Também tem sido utilizada para suprimir o impulso sexual em homens com parafilias e agressores sexuais.[38][39] Entretanto, a função e a atividade sexual parecem ser significativamente melhores com a terapia de estrogênio em alta dosagem do que com a castração cirúrgica.[21][22][23]
- O tratamento de homens com castração médica e reposição de testosterona – com ou sem o inibidor da aromatase anastrozol – mostrou que a prevenção da conversão da testosterona em estradiol impediu parcialmente a restauração do desejo sexual e da disfunção erétil proporcionada pela testosterona.[32] Entretanto, isso não ocorreu em outro estudo com desenho semelhante que utilizou o inibidor da aromatase testolactona.[22] Homens com deficiência de aromatase e síndrome de insensibilidade ao estrogênio, e consequentemente com deficiência estrogênica, parecem ter desejo, função e atividade sexual normais.[22][21] Entretanto, a suplementação com estradiol em alguns homens com deficiência de aromatase aumentou o desejo e a atividade sexual, mas não em outros.[22][21][40]
- O tratamento com o modulador seletivo do receptor de estrogênio (SERM) tamoxifeno tem sido associado à diminuição do desejo sexual em homens tratados com ele para câncer de mama masculino.[41] Entretanto, outros estudos não encontraram diminuição da função sexual em homens tratados com SERMs, incluindo tamoxifeno, clomifeno, raloxifeno e toremifeno.[22][42]
- Inibidores da 5α-redutase, que bloqueiam a conversão da testosterona em DHT, resultam em um risco ligeiramente aumentado de disfunção sexual, com incidência de diminuição da libido e disfunção erétil de aproximadamente 3 a 16%.[43][44][24]
- O tratamento de homens saudáveis com múltiplas dosagens de testosterona enantato, com ou sem o inibidor da 5α-redutase dutasterida, demonstrou que a dutasterida não influenciou significativamente as mudanças no desejo e na função sexual.[45][24]
- O tratamento de homens com terapia de altas dosagens de bicalutamida, com ou sem o inibidor da 5α-redutase dutasterida, demonstrou que a dutasterida não influenciou significativamente a função sexual.[46]
- A terapia combinada de altas dosagens de bicalutamida com dutasterida mostrou menos disfunção sexual do que a castração médica, de forma similar à monoterapia com altas dosagens de bicalutamida.[47]
- O tratamento de homens com DHT em altíssima dosagem (um andrógeno não-aromatizável), que elevou os níveis de DHT aproximadamente 10 vezes e suprimiu completamente os níveis de testosterona e estradiol, demonstrou que nenhuma medida de função sexual foi significativamente alterada, exceto uma diminuição leve, porém significativa, do desejo sexual.[42][48][24]
- O tratamento de homens hipogonadais com o testosterona undecanoato (aromatizável) e com a mesterolona (não-aromatizável) demonstrou que o undecanoato produziu melhores melhorias no humor, na libido, na ereção e na ejaculação do que a mesterolona.[21][42] Entretanto, a dosagem de mesterolona pode ter sido subótima.[42]

### Mulheres
- O estradiol parece ser o hormônio mais importante para o desejo sexual em mulheres.[49][28][50][51]
- Níveis periovulatórios de estradiol aumentam o desejo sexual em mulheres pós-menopáusicas.[49]
- Com base em pesquisas com animais, a progesterona também pode estar envolvida na função sexual feminina.[52][53][54]
- Pesquisas clínicas muito limitadas sugerem que a progesterona não aumenta o desejo sexual e pode até diminuí-lo.[55]
- Há pouco suporte para a ideia de que níveis fisiológicos de testosterona sejam importantes para o desejo sexual em mulheres, embora níveis suprafisiológicos possam aumentá-lo de forma semelhante aos altos níveis observados em homens.[49][28] Há pouca ou nenhuma correlação entre os níveis totais de testosterona na faixa fisiológica normal e o desejo sexual em mulheres pré-menopáusicas.[28]
- O desejo sexual não é aumentado em mulheres com síndrome dos ovários policísticos (SOP), apesar dos altos níveis de testosterona.[28] Mulheres com SOP, na verdade, apresentam melhora no desejo sexual após o tratamento da condição, provavelmente devido à melhoria no funcionamento psicológico (por exemplo, imagem corporal).[28] O desejo sexual não é diminuído em mulheres com síndrome de insensibilidade completa aos andrógenos (SICA) em comparação com mulheres sem a condição.[28]
- Revisões sistemáticas e meta-análises sobre a variação, durante o ciclo menstrual, da atividade sexual com parceiros e os efeitos do uso da pílula anticoncepcional combinada (PAC) em mulheres indicam que o desejo sexual auto-relatado permanece inalterado na maioria, embora os efeitos das PAC sobre o desejo sexual não sejam bem estudados. Constatou-se também que as mulheres apresentam maior atividade sexual com parceiros no último terço da fase folicular e na ovulação (quando os níveis de estradiol endógeno e de hormônio luteinizante estão elevados) em comparação com a fase lútea e a menstruação.[28][56][57][51]
- Quase todas as pílulas anticoncepcionais combinadas contêm o estrogênio etinilestradiol, que atua fortemente no fígado, e as doses típicas de etinilestradiol aumentam os níveis de globulina de ligação aos hormônios sexuais (SHBG) de 2 a 4 vezes, diminuindo os níveis de testosterona livre em 40 a 80%.[58] Pesquisas transversais demonstraram que a SHBG está inversamente correlacionada com o desejo sexual em mulheres pré-menopáusicas.[59]
- Existem relatos conflitantes sobre os efeitos das pílulas anticoncepcionais combinadas na função sexual em mulheres.[60] Os anticoncepcionais somente com progestogênio, como o acetato de medroxiprogesterona depot ou o implante de etonogestrel, têm demonstrado efeitos variados sobre o desejo e a função sexual.[55][61] Antagonistas dos receptores androgênicos, como flutamida e bicalutamida, causam pouca ou nenhuma diminuição do desejo sexual em mulheres.[62][63][64]
- Baixas dosagens de testosterona que resultam em níveis fisiológicos (< 50 ng/dL) não aumentam o desejo sexual em mulheres.[49][28]
- Altas dosagens de testosterona que resultam em níveis suprafisiológicos (> 50 ng/dL) aumentam significativamente o desejo sexual em mulheres, sendo que níveis de 80 a 150 ng/dL aumentam o desejo de forma "leve".[49][28] Dosagens ainda mais elevadas podem resultar em efeitos maiores sobre o desejo sexual.[49][28]
- Altas dosagens de testosterona (com níveis > 50 ng/dL) apresentam risco de masculinização (por exemplo, acne, crescimento excessivo de pelos, alterações na voz) com a terapia de longo prazo em mulheres.[49][28]
- Altas dosagens de testosterona, mas não baixas, potencializam os efeitos de baixas dosagens de estrogênios sobre o desejo sexual.[49][28]
- A tibolona, que combina estrogênio, progestina e andrógeno, pode aumentar o impulso sexual em maior grau do que a terapia padrão com estrogênio–progestogênio em mulheres pós-menopáusicas.[65][66][67][68]

### Indivíduos transgêneros
- A terapia com testosterona aumenta o desejo sexual e a excitação em homens transgêneros.[69][70]
- A terapia com estradiol e antiandrogênicos aumenta o desejo sexual e a excitação em mulheres transgêneras após uma diminuição temporária.[71]